# هوراگا توگه
خطای لوآ در پودمان:Location_map در خط 402: Decimal and DMS degrees cannot both be provided for latitude.

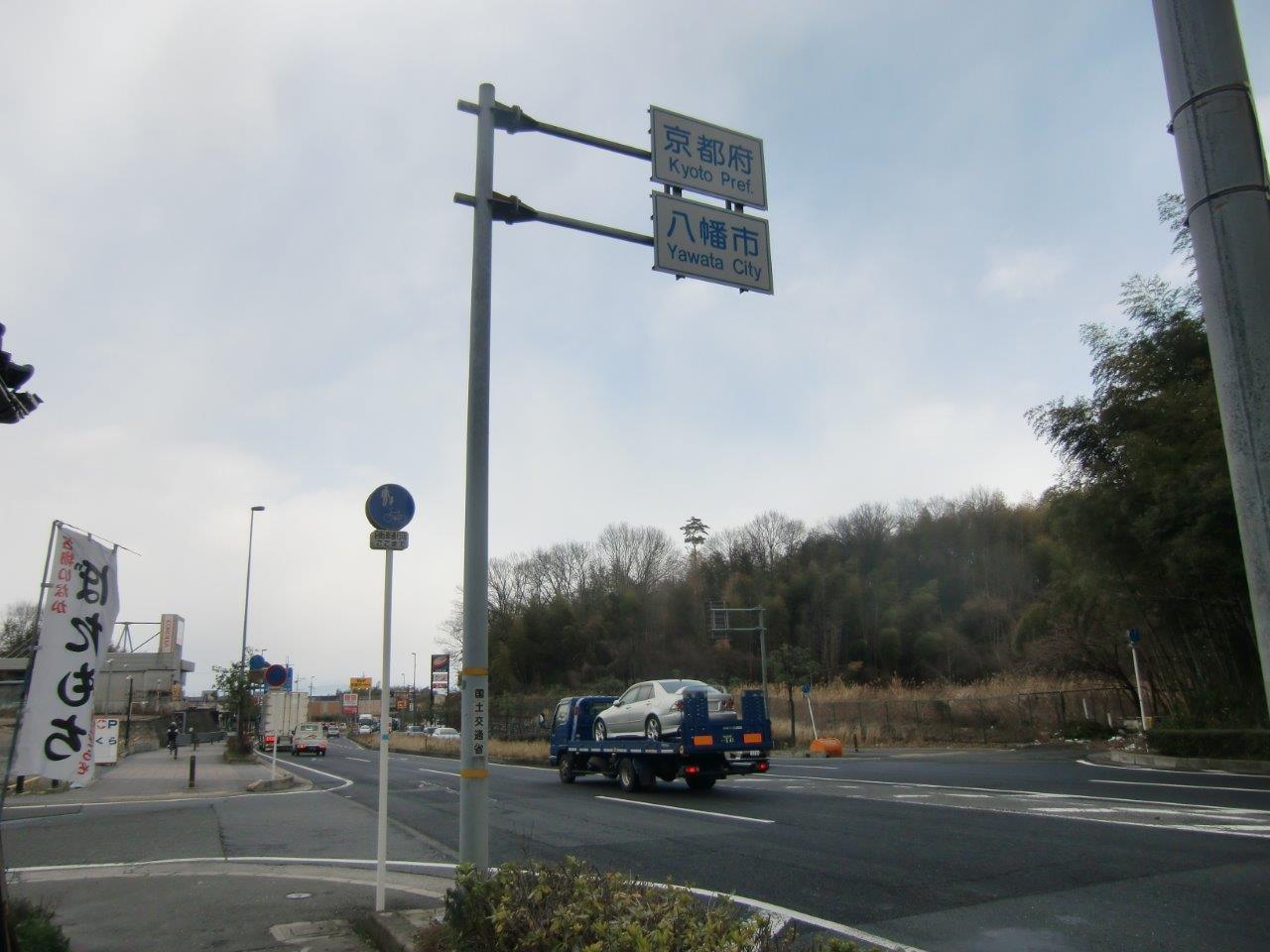
گردنه هوراگا

هوراگا توگه (به ژاپنی: 洞ヶ峠 ほらがとうげ) یک گردنه است که در مرز یاواتا، کیوتو در استان کیوتو و هیراکاتا، اوساکا در استان اوساکا قرار دارد.
بر اساس داستان و روایتی در سال ۱۵۸۲ درست پس از حمله آکچی میتسوهیده به ارباب خود در حادثه معبد هوننو، وی و سپاه هاشیبا هیده‌یوشی در نبرد یامازاکی در اویامازاکی در ولایت یاماشیرو با هم جنگیدند. در این زمان آکچی میتسوهیده و هاشیبا هیده‌یوشی هر دو از دایمیوی ولایت یاماتو بنام تسوتسوی جونکی درخواست نیروی کمکی کردند. تسوتسوی جونکی ابتدا به میتسوهیده پاسخ مثبت داد و تا جنوب منطقه یامازاکی، هوراگا توگه (گردنه هوراگا) سپاه خود را همراهی کرد اما در آخر طرفدار حزب باد شد و در این گردنه تصمیم گرفت که از چه کسی تبعیت کند. در زبان ژاپنی معنی استعاری هوراگا توگه یا به عبارت دیگر در «هوراگا توگه تصمیم گرفتن» به معنای حزب باد است.
برخلاف این داستان در واقع تسوتسوی جونکی سپاه خود را از ولایت یاماشیرو حرکت نداد و به گردنه هوراگا نیامد. وی در همان ولایت تصمیم گرفت که نیروی کمکی برای آکچی میتسوهیده نفرستد.
این گردنه هم به کیوتو و هم اوساکا چشم‌انداز دارد.